# Ámala como yo (álbum)
Ámala como yo es el decimoprimer álbum como solista del cantante y compositor argentino de cuarteto Pelusa. Fue lanzado en 1990 por el sello Pelusa Records en disco de vinilo y casete, y distribuido por Distribuidora Belgrano Norte S.R.L.

## Lista de canciones
Lado A
1. «Ámala como yo» (M. Camaño, D. Castillo, E. Farías) – 3:50
2. «Estoy loco» (D.A.R.) – 3:11
3. «Sabías tú» ( M. Calderón, M. Tapia, K. Sánchez, E. Farías) – 2:50
4. «Ríe dichosa» (D.A.R.) – 2:10
5. «Porque te amo, porque te quiero» (D. Castillo, A. Barrientos) / «Lo bueno y lo malo» (M. Calderón, D. Castillo, A. Barrientos) – 4:50

Lado B
1. «Vas junto a mí» (M. Calderón, M. Tapia, H. Pereyra) – 2:50
2. «Nena hermosa» (M. Calderón, M. Tapia, L. Tapia) – 3:50
3. «Yo te doy todo mi amor» (M. Calderón, M. Tapia) – 4:02
4. «Yo seré tu hombre, tú mi gran mujer» (M. Tapia, Flores, G. López) / «Si no lo veo y lo compruebo no lo creo» (M. Calderón, M. Tapia, G. López) / «Chau, caramelo» (M. Calderón, D. Castillo, J. C. Videla) – 7:20

## Créditos
- Productor fonográfico: Pelusa Records
- Arreglos en «Ámala como yo», «Ríe dichosa», «Porque te amo, porque te quiero», «Lo bueno y lo malo» y «Chau, caramelo»: Daniel Castillo
- Arreglos en «Estoy loco», «Sabías tú», «Vas junto a mí», «Nena hermosa», «Yo te doy todo mi amor», «Yo seré tu hombre, tú mi gran mujer» y «Si no lo veo y lo compruebo no lo creo»: Marcelo Tapia
- Grabado en: Estudios Pira, Córdoba Ciudad
- Ingeniero de grabación: Sergio Oliva
- Mixing: Pelusa y Sergio Oliva
- Fotografía: Jorge Nelver
- Productores ejecutivos: Eduardo "Pichín" Bueno, Juan De Piano, Miguel Calderón
- Distribuidor exclusivo: Distribuidora Belgrano Norte S.R.L.

- Datos: Q107737546